# لوه (گالیکش)
لوه، روستایی در دهستان قراولان بخش لوه شهرستان گالیکش استان گلستان ایران است.

## جمعیت
بر پایه سرشماری عمومی نفوس و مسکن در سال ۱۳۹۵ جمعیت این روستا ۵۳۷ نفر (در ۱۷۴ خانوار) بوده‌است.